# هيفاء عبد الحق
هيفاء عبد الحق (31 أكتوبر 1982) لاعبة كرة يد تونسية.

## مواضيع ذات صلة
منتخب تونس لكرة اليد للسيدات

## روابط خارجية
- هيفاء عبد الحق على موقع الاتحاد الأوروبي لكرة اليد (الإنجليزية)